# Гарип, Хаял
Хая́л Гари́п (тур. Hayal Garip; род. 7 апреля 1985, Бююкада, Стамбул) — турецкая телевизионная актриса

.

## Биография и карьера
Хаял Гарип родилась 7 апреля 1985 года в Бююкаде (Стамбул, Турция).
С 2008 по 2019 год году Гарип сыграла роль Лейлы в телесериале «Ипсиз Реджеп». В 2009 году она сыграла роль Ышыл в телесериале «Я влюбился в Стамбуле». С 2010 по 2013 год играла роль Дуйгу в телесериале «Пусть дети не слышат».
С 2010 по 2021 год Гарип была замужем за своим партнёром по сериалу «Ипсиз Реджеп» Муратом Кахраманом Озальпом. У бывших супругов есть две дочери.

## Фильмография
| Год       |   | Русское название      | Оригинальное название  | Роль    |
| --------- | - | --------------------- | ---------------------- | ------- |
| 2006      | с | Минус 18              | Eksi 18                |         |
| 2008—2009 | с | Ипсиз Реджеп          | İpsiz Recep            | Лейла   |
| 2009      | с | Я влюбился в Стамбуле | İstanbul'da Aşık Oldum |         |
| 2010—2013 | с | Пусть дети не слышат  | Çocuklar Duymasın      | Дуйгу   |
| 2016      | с | Столетняя печать      | Yüzyıllık Mühür        | Перихан |
| 2022      | с | Красивее, чем ты      | Senden Daha Güzel      |         |
| 2023      | с | Преданный             | Fedakar                | Ешим    |